# Vall de Kabul
La vall de Kabul és una vall formada per la conca del riu Kabul. La part superior de la vall forma la regió de Kabul coneguda com a Kabulistan. La part inferior de la vall discorre pel Pakistan fins a Attock a la vora de l'Indus.

## Història
Formà part dels sistema d'estats bactrians hel·lenitzats (des de vers 250 aC). Els grecs, sota el rei Heliòcles, van establir el seu regne a la vall de Kabul abandonant Alexandria d'Oxiana i Balkh (Bactra). El regne hauria existit fins vers el 70 aC i després va passar a mans dels invasors yuezhi procedents de les estepes i després grups com els kushana, els kidarites i els heftalites. Hi va prosperar el budisme. El peregrí xinès Hiuen Tsang l'anomena Kao Fu (segle VII).
El regne hindú establert a Gandhara amb centres a Udabhandapur i Wayhind va afavorir la conversió dels hefatlites de la vall de Kabul a l'hinduisme i la desaparició del budisme. A l'inici de l'època musulmana encara no hi havia cap ciutat de Kabul, i a la zona de Zamindawar i Zabulistan governava un zunbil que era d'una dinastia heftalita de la branca meridional. El zunbil, anomenat com Kabul Shah tenia la capital a una vila i fortalesa anomenada Djarwin/Djurwin, que potser després es va anomenar Kabul.
Sota Muawiya el zunbil de la vall de Kabul va pagar tribut al califat (vers 690). Al final del segle VII el Kabulistan/Zabulistan, depenia nominalment del Sistan, però de fet resistia a la penetració dels musulmans; un dels sobirans va derrotar greument al governador delegat de Sistan, Ubayd Allah ibn Abi Bakra (698); per posar fi a la resistència i dominar tota la regió, el governador de l'Iraq al-Hadjdjadj va enviar des de Kirman un gran exèrcit sota el comandament del general Abd al-Rahman ibn al-Ashath; pel seu magnífic equipament l'exèrcit fou conegut com l'"exèrcit dels galls d'indi" (Djaysh al-tawawis); Ibn al-Ashath va arribar a Sistan el 699 i va posar les tropes locals sota el seu comandament; va envair Kabulistan establint guarnicions a les posicions que ocupava i un servei de correu entre aquestes; quan va arribar a les muntanyes va retornar a Bust deixant per la campanya del 700 una penetració més agosarada. Però quan va informar a al-Hadjdjadj, aquest estava impacient i li va ordenar avançar ràpidament sota amenaça de ser substituït pel seu germà Ishak, i li va escriure diverses cartes pressionant i injuriant-lo greument tractant-lo d'incapaç i tou, deixant entendre a més a més que no retiraria les tropes (a les que no agradava servir tan lluny) fins a la victòria. Al-Ashath va convocar als seus oficials i es va proclamar la rebel·lió; Ibn al-Ashath va oferir un pacte al Zunbil de Kabul que aquest va acceptar immediatament (en cas de victòria de la rebel·lió el zunbil gaudiria d'avantatges, en cas de derrota hauria de donar asil a al-Ashath). Al-Ashat fou derrotat i va fugir cap al Sistan; una vegada aquí el seu amil (governador militar) de Zarandj li va refusar l'entrada; el de Bust el va obrir però el va fer presoner; el zunbil de Kabulistan es va presentar i va obligar a l'amil a deixar lliure al general, i complint la seva paraula se'l va emportar sota la seva protecció cap a la vall de Kabul. Al-Ashat va reprendre la lluita però se'n va retirar per les divisions entre els rebels, i es va refugiar altre cop amb el zunbil de Kabulistan. Durant un parell d'anys el governador iraquià va pressionar al zunbil per entregar al seu protegit i finalment aquest va cedir; es diu que abans de ser entregar al-Ashath fou mort pel mateix zunbil o va morir de malaltia i el seu cap fou enviat al governador, però el relat més repetit és que quan estava encadenat en el castell de Rukhkhadj per ser entregat es va tirar de dalt baix arrossegant a l'home que aguantava les seves cadenes (704).
Sota Harun ar-Raixid (786-809) el governador de Khorasan Al-Fadl ibn Yahya al-Barmaki (793-795) hi va enviar dues expedicions i el 795 el general Ibrahim ibn Djibril va atacar Zabulistan i va entrar a la principal ciutat de la vall de Kabul que estava sota dominació d'una dinastia anomenada turkshàhida. Sota al-Mamun (813-833) un nou atac va comportar la captura del xa i la seva conversió a l'islam; els kabulshahs van pagar tribut al governador del Khorasan Abd Allah ibn Tahir (828-845) en diners i esclaus.
Yabub ibn al-Layth el safàrida va arribar a la zona, va derrotar el zunbil i va ocupar Gazni, Bust, Bamiyan, Kabul i les mines del Panjshir a la segona meitat del segle viii (vers 871) i va governar des de Zarandj. Els elefants de la zona i els ídols pagans, enviats a Bagdad, van causar sensació. Però els kabulshahs de Zabulistan tornaven a dominar la vall al final del segle ix, segurament per mitjà de diverses branques (ja que se sap que hi havia branques a Kabul i Gazni).
El sobirà local de Gazni, Abu Bakr Lawik al-Anuk, fou enderrocat per Alptegin, un esclau turc dels samànides, retirat a aquesta zona, el 962; el 975 va pujar al tron de Gazni el general esclau turc Piri, que sembla que es va comportar cruelment. Els habitants de Gazni van cridar a Abu Ali Lawik al-Anuk ben Abu Bakr Lawik. La rebel·lió va tenir el suport dels seus parents els shahi d'Udabhanda, que governaven Kabulistan i fins al Panjab amb capital a Udabhanda, coneguts com a Kabul Shahs, però fou aplanada pel general turc Subuktegin (gendre d'Alptegin) a Charkh (abril del 977). El vencedor fou considerat un heroi i proclamat sultà iniciant la dinastia gaznèvida. L'hegemonia de Gazni i després de Firuzkuh (la capital gúrida) no van donar cap opció a una eclosió d'una ciutat nova potent al Kabulistan.
Prop de Kabul, a Parwan, va obtenir una victòria sobre els mongols el xa de Coràsmia Djalal al-Din Manbguberti (1221). Va pertànyer al ulus o kanat de Txagatai del 1227 a vers el 1360. El 1333 Ibn Battuta esmenta el llogaret de Kabul però diu que era un poble sense res a remarcar excepte la zawiya o ermita del shaykh sufita Ismail al-Afghani. Després d'aquesta època la història de la vall és la de la ciutat de Kabul.

## Nota
1. ↑  á successió és molt confusa ja que al mateix temps es parla de yuezhi, d'escites i de parts (Suren)